# Global Arrays
Global Arrays (GA) — бібліотека, розроблена вченими Тихоокеанської північно-західної національної лабораторії (PNNL, DoE) для паралельних обчислень. GA представляє зручний програмний інтерфейс (API) для реалізації спільної пам'яті на комп'ютерах з розподіленою пам'яттю. Є просунута підтримка багатовимірних масивів. Бібліотека GA — попередник мов GAS (global address space), які активно розвиваються для високопродуктивних розрахунків.
Інструментальний набір GA має в собі додаткові бібліотеки: Memory Allocator (MA), Aggregate Remote Memory Copy Interface (ARMCI) і функціональність для зберігання масивів на зовнішніх пристроях (ChemIO). Початково GA був розроблений для роботи з бібліотекою передачі повідомлень TCGMSG, пізніше був адаптований до MPI. GA охоплює набір простих операцій над матрицями (множення матриць, LU розділення) і інтегрується з ScaLAPACK. Також наявна реалізація алгоритмів для обробки розріджених матриць.
GA створена Jarek Nieplocha, Robert Harrison і R. J. Littlefield. Бібліотеку ChemIO розробили Jarek Nieplocha, Robert Harrison і Ian Foster.
Бібліотека GA включена в декілька популярних пакетів для квантової хімії, включаючи NWChem, MOLPRO, UTChem, MOLCAS, TURBOMOLE. Також використовується  в STOMP [Архівовано 13 лютого 2013 у Wayback Machine.]
Набір бібліотек GA являється ПЗ з відкритим вихідним текстом. Використовується власна ліцензія  [Архівовано 7 листопада 2016 у Wayback Machine.].